# Soft-starter

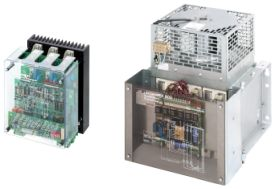
Exemplo de soft-starter

Soft-Starter é um dispositivo eletrônico composto de pontes de tiristores (SCRs) acionadas por uma placa eletrônica, a fim de controlar a tensão de partida de Motor elétrico trifásico‎. Seu uso é comum em bombas centrífugas(maquina de lavar), cooler e motores de elevada potência cuja aplicação não exija a variação de velocidade.
A soft-starter controla a tensão sobre o motor através do circuito de potência , constituído por seis SCRs, variando o ângulo de disparo dos mesmos e consequentemente variando a tensão eficaz aplicada ao motor. Assim, pode-se controlar a corrente de partida do motor, proporcionando uma "partida suave" (soft start em inglês), a não provocar quedas de tensão elétrica bruscas na rede de alimentação, como ocorre em partidas diretas.
Costumam usar a tecnologia chamada by-pass a qual, após o motor partir e receber toda a tensão da rede, liga-se um contator que substitui os módulos de tiristores, evitando sobreaquecimento dos mesmos.As chaves soft-starters operam com a técnica chamada by-pass, na qual, no final do intervalo de tempo da partida, quando por fim o motor recebe da soft-starter a plena tensão da rede, um contator cujos contatos NA trabalham em paralelo com o arranjo de tiristores de cada fase é acionado, assumindo este a condução da corrente nominal do motor.